# Meresanch I
Meresanch I (27e eeuw v.Chr.) was de laatste vroeg-dynastieke koningin van de 3e dynastie van Egypte en regeerde aan de zijde van vermoedelijk koning (farao) Hoeni.
"Meresanch" betekent: "Zij die van het leven houdt" of "Het leven houdt van haar".
Haar afkomst is onbekend maar we weten dat zij de moeder van de latere farao Snofroe was en daarmee de stammoeder van de Egyptische farao's van de 4e dynastie.
De Steen van Palermo geeft geen uitsluitsel over haar gemaal, aangezien daarop steeds enkel de moeders van de genoemde heersers worden genoemd.
Ook van het graf is tot nog toe niets geweten. Mogelijks is het in een mastaba te vinden, die zich noordelijk van de Trappenpiramide van Snofroe bevindt.
De vorige Egyptische koningin was mogelijk Djefatnebti. Opvolgster van Meresanch I, en eerste koningin van de 4e dynastie was Hetepheres I.

## Titels
Van Meresanch I zijn als koninginnentitels bekend:
- Koninklijke vrouwe (hmt-nisw)[5]
- Koninklijke moeder (mwt-niswt)[6]